# I-house
La I-house es un tipo de casa vernácula, popular en los Estados Unidos desde el período colonial en adelante. La I-house fue nombrada así en la década de 1930 por Fred Kniffen, un geógrafo cultural de la Universidad Estatal de Luisiana que era un especialista en arquitectura popular. Identificó y analizó el tipo en su estudio de 1936 sobre los tipos de casas de Louisiana.
Eligió el nombre "I-house" debido a que el estilo se construía comúnmente en las áreas agrícolas rurales de Indiana, Illinois e Iowa, todos los estados que comienzan con la letra "I". Pero no estaba insinuando que este tipo de casa se originara o estuviera restringido a esos tres estados. También se conoce como estilo Plantation Plain.

## Historia y características

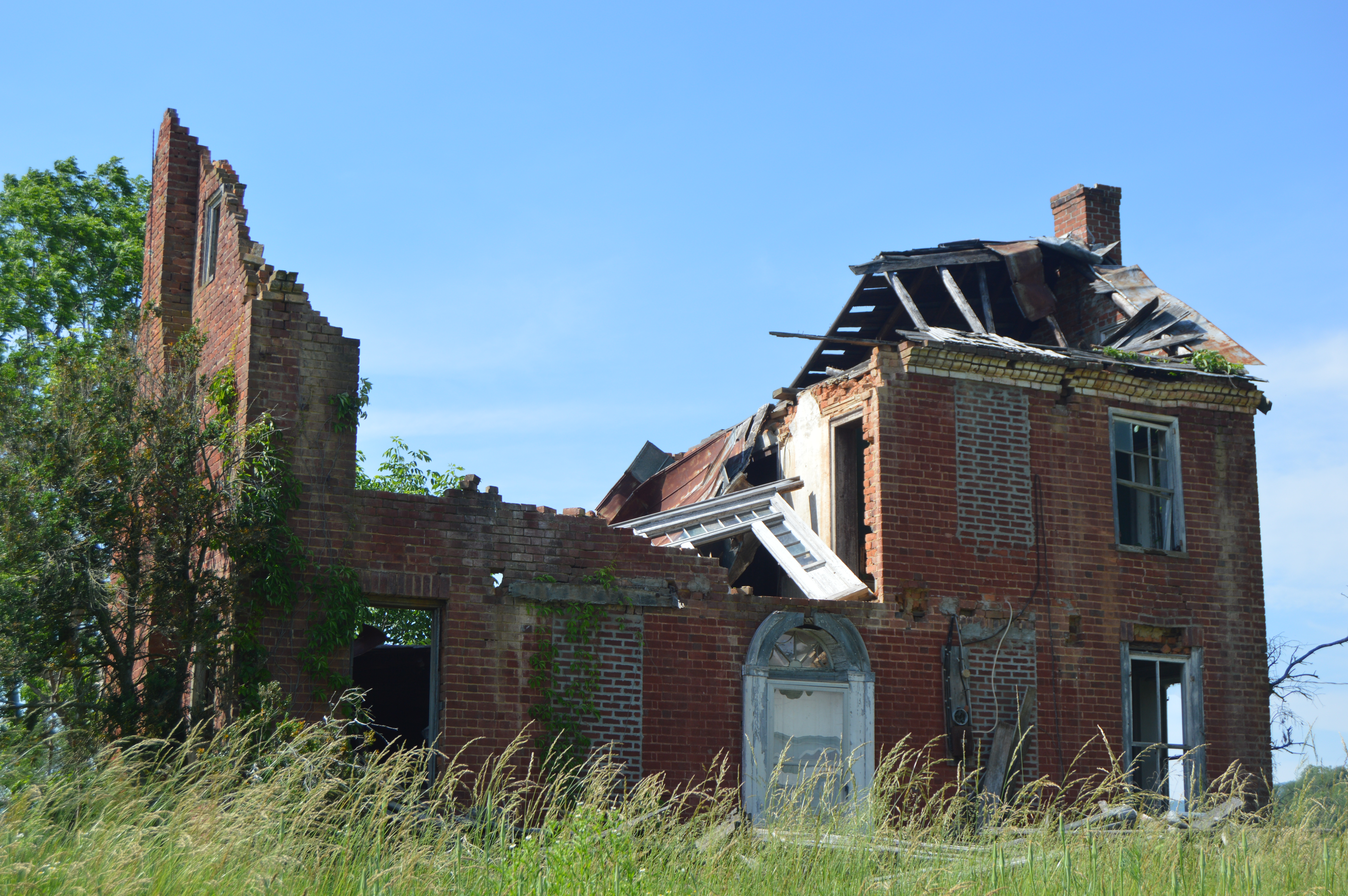
La falla estructural revela el diseño interior de esta casa cerca de Craigsville, Virginia. Las habitaciones del segundo piso en el lado derecho de la casa cuentan con entradas a un pasillo central.

Las I-houses se desarrollaron a partir de los tipos de casas folclóricas británicas tradicionales del siglo XVII, como la Hall and parlor house y la Central-passage house. Se convirtió en una forma de casa popular en el Atlántico Medio y Sur de los Estados Unidos en una fecha temprana, pero se puede encontrar en la mayor parte del país en áreas que fueron pobladas a mediados del siglo XIX. Es especialmente frecuente a través del midland culturalmente mezclado, un área a través del centro de Pensilvania y a través de Ohio, Indiana e Illinois (o aproximadamente a la antigua National Road, y ahora paralela a la Interestatal 70). Las I-house generalmente cuentan con frontones a los lados y tienen al menos dos habitaciones de largo, una habitación de profundidad y dos pisos completos de altura. También suelen tener un alerón trasero o un codo para una cocina o espacio adicional. La fachada de una I-house tiende a ser simétrica. Fueron construidos en una variedad de materiales, incluidos troncos, armazón de madera, ladrillo o piedra.

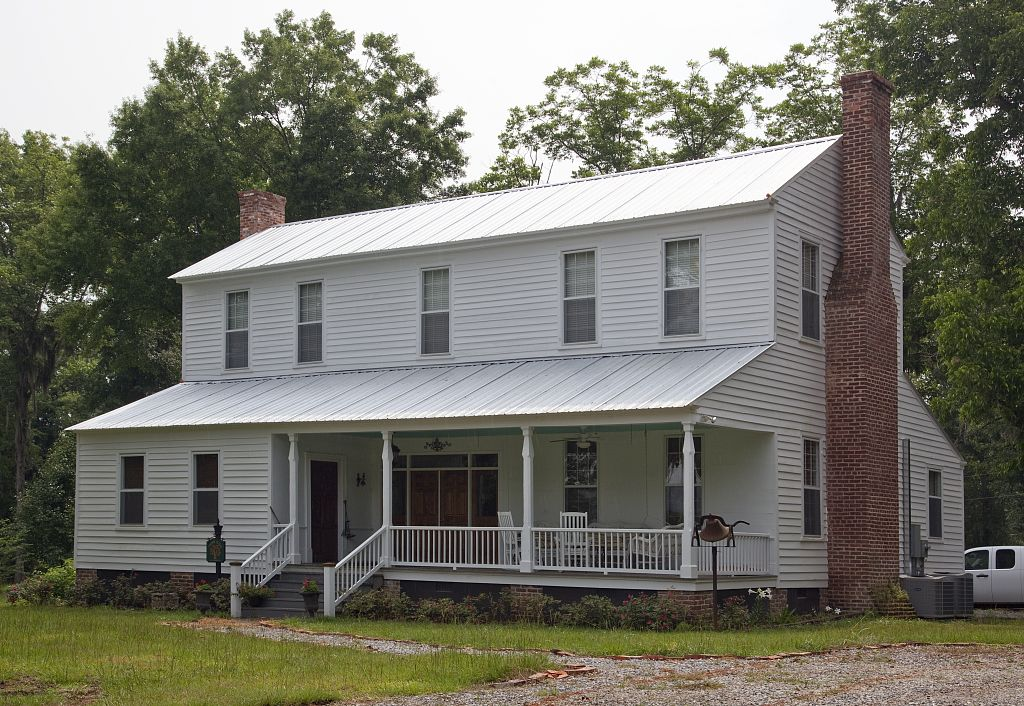
Moss Hill en el condado de Wilcox, Alabama (c.1845), una I-house con cobertizos delanteros y traseros y un porche delantero parcial.

En su libro sobre arquitectura popular en el centro-norte de Misuri, Marshall dedica nueve páginas a la I-house después de investigar cerca de 100 casas antiguas en la región de “Little Dixie” de Misuri. Él llama a la I-house como "Farmer’s Mansion" (Mansión del Granjero). Es la casa de estilo sureño que busca un plantador de clase media, símbolo de su éxito. (DW Meinig presenta la I-house y el dogtrot como símbolos de la influencia sureña en Shaping of America). En Little Dixie, originalmente colonizada principalmente por inmigrantes del Alto Sur, los colonos estaban tan ansiosos por construir una I-house que muchos vivieron en tiendas de campaña hasta que terminaron sus nuevos edificios.
Marshall clasifica las casas populares por tipo utilizando reglas desarrolladas por Henry Glassie a fines del siglo XX. La unidad básica es una “sala” de dieciséis por dieciséis pies, llamada corral. Un solo corral podría ser una típica cabaña de troncos. Las combinaciones definen otros tipos. Una casa de corral individual de dos pisos se conoce como casa de pila. Los corrales también se pueden extender uno al lado del otro para crear una casa de dos corrales, que con un pasillo central se convierte en un trote. Una casa de dos pisos y dos corrales es la I-house básica. La casa puede modificarse mediante adiciones, pero el sistema de pluma proporciona una clasificación.

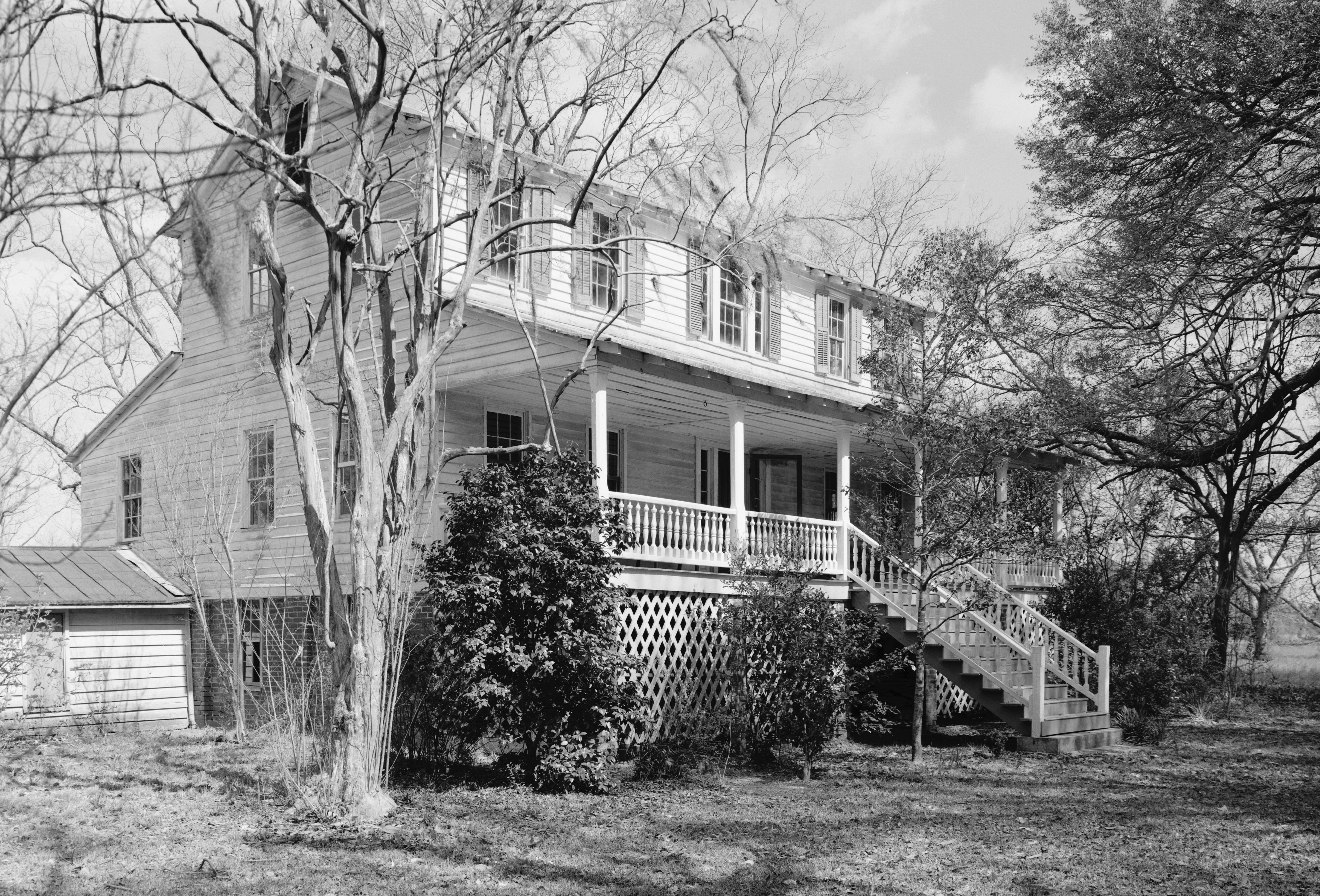
Cohasset (c. 1873), con un porche delantero con techo de cobertizo completo y cuartos de cobertizo trasero en el condado de Hampton, Carolina del Sur.

Estas casas del siglo XIX carecían de fontanería interior y calefacción central. La clásica I-house tiene chimeneas en cada habitación. En Misuri, las I-houses se construyeron aproximadamente entre 1820 y 1890. El estilo fue traído a los Estados Unidos por los escoceses-irlandeses.
Debido a la popularidad y la forma simple de la I-house, a menudo se usaban elementos decorativos de estilos arquitectónicos populares. Durante la década de 1840, los porches delanteros y cualquier decoración se diseñaron principalmente de la manera federal restringida. El estilo del Renacimiento griego también se utilizó durante las décadas de 1840 y 1850. La I-house también se adaptó al Renacimiento gótico y los estilos italianos a mediados del siglo XIX. Las I-houses de finales del siglo XIX a menudo presentaban detalles de estilo Reina Ana y Eastlake - Stick.

### I-house con cobertizos (Plantation Plain)
En el sur, hay una variación de la I-house, con cuartos de cobertizo trasero de un piso y generalmente un porche delantero de ancho completo, a menudo se conoce como el tipo de casa Plantation Plain. Se denomina con más precisión una I-house con cobertizos.